# Шибагутдинов, Евгений Евгеньевич
Евгений Евгеньевич Шибагутдинов (род. 1954) — режиссёр эстрады и массовых представлений, педагог. Лауреат премии Правительства Москвы в области литературы и искусства (1998), член совета по массовым формам искусства при Союзе театральных деятелей Российской Федерации, член Международного союза деятелей эстрадного искусства.
Заслуженный артист Российской Федерации (2001).

## Биография

### Детство и юность
Родился в городе Архангельске. В 1972 году окончил Амдерминскую среднюю школу и приехал поступать в Московский авиационный институт им. С.Орджоникидзе.

### Учёба в МАИ. Деятельность в составе агиттеатра «Россия»
В 1976 году вместе с выпускником МАИ Михаилом Задорновым создает агиттеатр «Россия». Михаил Задорнов руководил театром с 1976 по 1983 год. С 1983 года театр возглавил Евгений Шибагутдинов и руководил им до 1988 года.

### Учёба в ГИТИС
Свой творческий путь начинает в 1981 году, поступив в Государственный институт театрального искусства на кафедру режиссуры эстрады и массовых представлений (педагог Иоаким Георгиевич Шароев).
Окончив с отличием в 1986 году ГИТИС, был зачислен в ассистентуру — стажировку этого института. Он заканчивает её в 1988 году, сдав кандидатский минимум по теме «Театрализованный концерт — как разновидность массового действа».

### Режиссура массовых представлений
С 1996 года в составе творческой группы Исполнительной дирекции по подготовке и проведению 850 -летия Москвы работает в качестве художественного руководителя (заместителя директора по творческим вопросам), руководя более чем 20 режиссёрско-постановочными группами. За работу в организации празднования юбилея столицы ему присваивается звание Лауреата премии Москвы в области литературы и искусства за 1997 год.
Начиная с 1998 года и до сегодняшнего дня приглашается как руководитель творческих групп и режиссёр-постановщик многих Дней культуры Москвы и России в странах ближнего и дальнего зарубежья, проводит в Москве Дни Чикаго, Хельсинки, Алтая, Бангкока и т. д. В 2001 году ему присваивается почетное звание «Заслуженный артист Российской Федерации».
В 2005 году в год 60 — летия Победы Шибагутдинов как главный режиссёр готовит и ставит программы «Эшелон Победы» и «Москва — городам — героям». Совместно с ОАО «РЖД» и МВД России были осуществлены десятки уникальных концертных программ, театрализованных представлений, митингов — концертов, концертов — реквиемов в Бресте, Минске, Орше, Смоленске, Санкт-Петербурге, Туле, Новороссийске, Киеве, Севастополе, Керчи, Волгограде, Москве. В постановках были использованы самые современные выразительные средства. За работу над проектом "Международная культурно — общественная акция «Эшелоны Победы» в 2006 году Евгений Шибагутдинов становится лауреатом Национальной профессиональной премии в области шоу — технологий SHOWTEX — AWARDS за 2005 год.
В его большом практическом багаже есть такие нестандартные постановки как светомузыкальное представление на воде «Отражение Москвы» на Гребном канале, День матери России в Зале церковных соборов Храма Христа Спасителя, Международный кинофестиваль имени Андрея Тарковского в Иваново, юбилейный концерт О. Газманова в Государственном Кремлёвском дворце, гала-концерт открытия фестиваля стран-участниц ШОС в Екатеринбурге, новогоднее диннер-шоу «Сладкий обед Деда Мороза», День семьи, любви и верности в государственном музее-заповеднике «Царицыно», светомузыкальное шоу «Всё начинается с любви» на Соборной площади Московского Кремля и многое другое. Ежегодно как главный режиссёр он осуществляет постановку таких событий как День города Москвы, День Победы на Поклонной горе, Театрализованная церемония вручения премии Андрея Первозванного в Государственном Кремлёвском дворце и множество других.
В 2011 году был удостоен высшей профессиональной премии в области массовых форм театрального искусства «Грани театра масс» в номинации «Лучший День города».
Является автором идеи и организатором Международного фестиваля «Кубок юмора». При содействии Министерства культуры РФ и Комитета по культуре Москвы в рамках этого фестиваля в 1999 и 2002 годах он проводит Всероссийские конкурсы артистов эстрады в жанре сатиры и юмора. Лауреатами этих конкурсов были Максим Галкин, Юрий Гальцев, Андрей Данилко,Святослав Ещенко, братья Пономаренко, Сергей Чванов и Игорь Касилов (сейчас это «Новые русские бабки»), Геннадий Ветров, Сергей Дроботенко, Дмитрий и Антонина Ивановы, Максим Аксенов, «Лицедей-Лицей», театр «Унисон» и многие другие.

### Педагогика
С 1998 года Евгений Шибагутдинов ведет активную педагогическую работу. Он становится доцентом кафедры эстрадного искусства ГИТИСа и художественным руководителем курса актеров и режиссёров эстрады, которых выпускает в 2004 году, а с 2009 года доцентом кафедры театрализованных представлений МГУКИ. Он набирает первый курс режиссёров эстрады и становится художественным руководителем курса.

## Награды и звания
- Заслуженный артист Российской Федерации (11 октября 2001 года) — за заслуги в области искусства[6].
- Почётная грамота Правительства Москвы (20 декабря 2004 года) — за многолетнюю плодотворную работу по организации культурно-массовых и зрелищных мероприятий в городе Москве и в связи с 50-летием со дня рождения[7].
- Лауреат премии Ленинского комсомола в составе народного агиттеатра МАИ «Россия».
- Лауреат премии Правительства Москвы в области литературы и искусства.
- Лауреат Национальной профессиональной премии в области шоу-технологий SHOWTEX-AWARDS.
- Лауреат премии в области массовых форм театрального искусства «Грани театра масс».